# Рахимов, Гафур-Арсланбек Ахмедович
Гафу́р-Арсланбе́к Ахме́дович Рахи́мов (узб. G'ofur-Arslonbek Ahmed o'g'li Rahimov, Ғофур-Арслонбек Аҳмед ўғли Раҳимов; род. 22 июля 1951, Ташкент) — узбекский предприниматель, бывший президент Международной ассоциации бокса, криминальный авторитет, один из возможных руководителей восточноевропейской международной преступной группировки «Brothers' Circle», спортивный деятель и филантроп.

## Биография
Родился 22 июля 1951 года в Ташкенте.
- 1958 г. — учёба в спортивной школе-интернате, специальность — бокс.
- 1968 г. — срочная служба в рядах Советской Армии.
- 1975 г. — учёба в Ленинградском инженерно-экономическом институте имени Пальмиро Тольятти, специальность — инженер—экономист.
- 1975—1986 гг. — работа в Министерстве торговли Узбекской ССР, параллельно тренер по боксу ЦСО «Динамо».
- 1986—1990 гг. — участие в общественном движении АКАМП (ассоциация кооперативов, акционерных и малых предприятий).
- 1990—1993 гг. — основание экспортно-импортной компании совместно с европейскими деловыми партнёрами.
- 1993—1998 гг. — вице-президент Федерации бокса Узбекистана.
- С 1998 г. — член Исполкома Международной федерации любительского бокса (АИБА), Председатель Бизнес-комиссии АИБА.
- С 1999 г. — вице-президент Олимпийского совета Азии (ОСА) от Центрально-Азиатского региона. Председатель Центрально-Азиатской зоны ОСА.
- С 2001 г. — вице-президент НОК Узбекистана, переизбран в 2005 году.
- С 2002 г. — вице-президент Международной федерации бокса (AIBA),
- 2003 г. — награждён Почётным орденом Олимпийского совета Азии.
- С 2004 г. — председатель Попечительского совета Республиканского общественного благотворительного фонда «Mehrjon-Sport».
- С 2006 г. — исполнительный вице-президент Международной федерации бокса (AIBA).
- С 2007 г. — Президент Азиатской федерации бокса.
- В 2007 году оказал заметную помощь кандидатуре Сочи на выборах столицы зимней Олимпиады-2014, что особо отметил президент ОКР Леонид Тягачёв[2].
- В 2010 году на Конгрессе АИБА избран на пост Президента Азиатской Конфедерации бокса путём голосования 95 присутствующими членами АИБА.
- В феврале 2012 года Министерством финансов США был назван в качестве одного из руководителей объединённой преступной группировки «Братский круг» и лидером узбекской наркоторговли[3].
- 28 января 2018 года избран президентом международной федерации бокса AIBA[4].
- 23 марта 2019 года подал в отставку с поста в связи с планами МОК исключить бокс из программы Олимпийских игр 2020 года в Токио из-за избрания Рахимова, обвиняемого в связях с криминалом и находящегося под санкциями Минфина США[5].

## Предпринимательская деятельность
Ещё до обретения независимости современного Узбекистана Рахимов начинал свою коммерческую деятельность с продажи самсы в Ташкенте, за что и получил прозвище Пирожок. Потом оказался на должности начальника продовольственного склада, затем стал видным участником кооперативного движения. Позже учредил ряд коммерческих компаний, в которых уже являлся президентом и основным держателем акций.
В 2012 году бизнесом Рахимова заинтересовалось ФБР США, считающее узбекского предпринимателя одним из руководителей преступной группировки «Братский круг», включающей в себя уголовников из стран бывшего СССР.
На официальном сайте Министерства финансов США Рахимов прямо обозначен как преступник и руководитель узбекской объединённой преступной группировки, занимающейся наркоторговлей.

## Сиднейский отказ
В 2000 году во время проведения Олимпиады в Сиднее правительство Австралии отказало Рахимову во въездной визе. В своём письме премьер-министр Австралии Джон Говард сообщил, что «Рахимов подозревается в связях с Солнцевской преступной группировкой, с международными наркодельцами, коррупционерами и отмывателями криминальных денег».
Международный олимпийский комитет в письме Джону Говарду заявил, что это противоречит имеющимся соглашениям о выдаче въездных виз членам международных олимпийских организаций. Но вместо премьер-министра Говарда на письмо ответило правительство Австралии. В отношении Гафура-Арсланбека Рахимова высказаны подозрения о его деятельности в качестве деятеля наркобизнеса, тесно связанного не только с солнцевской преступной группировкой, действующей в Российской Федерации, но и с международными наркодельцами. При этом правительство ссылалось на сведения, полученные от американского ФБР и российского Министерства внутренних дел.

## В культуре
Известный армянский исполнитель блатной музыки (русского шансона) Бока в честь рождения сына Гафура-Арсланбека Рахимова, Тимура, сочинил песню «Не теряй отца родного, ты авторитет».